# Анастасија (музичка група)
Анастасија је македонска група основана 1990. године у Скопљу која у својој музици комбинује елементе византијске и православне музике са оним што се популарно карактерише као балкански етно са вокалима који су најближи црквенословенском појању. Чине је Горан Трајковски, Климе Ковачески, Златко Ориђански и Зоран Спасовски. Додатна карактеристика њихове музике чини и спој традиционалних инструмената (кавали, гајде, тапани и други) са једне и модерних технологија (рачунари, синтезатори, семплери и друго) са друге стране. Радили су музику за већи број представа и филмова, а њихови најпознатији радови су музика за филм Милча Манчевског „Пре кише“ под називом Пред дождот (енгл. Before the Rain) и музика за представу „Баханалија“ која је обишла Европу. Њихово деловање је уско повезано са њима врло сродном музичком групом Мизар. Последњи пројекат групе била је музика за филм „Тајна књига“ мкд. Тајната книга објављена 2005. године.

## Чланови групе
- Горан Трајковски, главни вокал, гајде, кавали (некадашњи члан група Сарацени, Падот на Византија, Мизар и Апореа)
- Климе Ковачески,  гитара, (некадашњи члан група Падот на Византија и Апореа)
- Златко Ориђански, пратећи вокали, гитара, мандолина, кавали (некадашњи члан групе Лола В. Штајн (Lola V. Stain)
- Зоран Спасовски, пратећи вокали, бубњеви, удараљке, клавијатуре (некадашњи члан група Мизар и Апореа)

## Албуми и издања
- „На реките вавилонски“/„Премин“, сингл 1989. (Дом, Ниш)
- „Поета Негра“ (Poeta Negra), сингл 1989. Солун
- Пред дождот (енгл. Before the Rain), албум 1995.
- „Фејс“ (енгл. Face) и „Брн“ (енгл. Burn), цд сингл 1997 (Third Ear Music)
- Мелургија (енгл. Melourgia), албум 1997 (Libra Music)
- Ноктурнал, албум 1998 (Third Ear Music за простор СФРЈ и Libra Music за остатак света)